# Thulin Typ FA
Thulin Typ FA var ett svenskt spaningsflygplan som konstruerades och tillverkades vid A.B. Enoch Thulins Aeroplanfabrik (AETA) i Landskrona.
Under hösten 1917 begärde Flygkompaniet in ett anbud på sju tvåsitsiga spaningsplan med rörlig kulspruta, radio och möjlighet till hjul, eller flottörställ. Flygplanet skulle konstrueras för att passa de 160 hk vätskekylda Benz radmotorer man lyckats köpa från Tyskland. Förfrågan gjordes till Nordiska Aviatik Bolaget (NAB) och AB Enoch Thulins Aeroplanfabrik (AETA). 
AETA föreslog sitt nykonstruerade Typ FA, medan NAB endast erbjöd en modifierad variant av sitt NAB 9 Albatros. 22 februari 1918 beställde arméflyget sju Thulin FA varav fyra skulle ha Benz- och övriga tre 150 hk Mercedesmotorer. 
Flygplanet var dubbeldäckat med det undre vingparet monterat i underkant av flygplanskroppen. Den övre vingen bars upp av fyra stycken vingstöttor och två V-formade stöttor från flygplanskroppen. Endast det övre vingparet var försett med skevroder. Flygplanskroppen var försedd med två öppna sittbrunnar i tandem placering under den övre vingen. Hjullandstället var fast med en sporrfjäder under höjdrodret. Som alternativt landställ kunde flygplanet förses med flottörer.
Nils Kindberg och Enoch Thulin provflög det första flygplanet 5 augusti 1918. Därefter skedde leverans av samtliga sju flygplan fram till oktober 1919. Flygplanen drabbades av flera allvarliga haverier bland annat omkom två man 11 juni 1919 efter ett konstaterat vingbrott. Det visade sig även att en 160 hk motor var för klen då flygplanet visade sig vara instabilt och ha dålig stigförmåga. Före utgången av 1919 hade fyra flygplan totalhavererat, de tre resterande användes sista gången som stridsflygplan 1920 vid utbildning av spanare, Ett flygplan modifierades 1921 till målbogseringsflygplan, men samtliga kvarvarande flygplan kasserades i december 1921.
Efter leveransen av sju flygplan till flygkompaniet fortsatte tillverkningen. Två flygplan Typ FA levererades till Holland. Den åttonde FA som tillverkades försågs med en Thulintillverkad D-motor på 170 hk. Flygplanet var klart i september 1918 och ställdes i april 1919 ut vid en flygutställning i Köpenhamn. Efter att Flygkompaniet drabbats av ett vingbrott, användes den åttonde Typ FA för belastningsprov.